# دامینیک سینا
دامینیک سینا (انگلیسی: Dominic Sena؛ زادهٔ ۲۶ آوریل ۱۹۴۹) کارگردان اهل ایالات متحده آمریکا است. وی از سال ۱۹۸۴ میلادی تاکنون مشغول فعالیت بوده‌است.

## فیلم‌شناسی
- کالیفرنیا (۱۹۹۳)
- سرقت در ۶۰ ثانیه (۲۰۰۰)
- اره‌ماهی (۲۰۰۱)
- بوران (۲۰۰۹)
- فصل جادوگری (۲۰۱۱)